# Радио «Известия»
Радио «Известия» (до 18 августа 2017 года — «Life #звук», до 3 июля 2016 года (фактически до ноября 2021 года) — «Русская Служба Новостей (РСН)») — российская информационная радиостанция, в прошлом информационное агентство. Бывшая новостная сеть «Русского радио». Начала своё вещание 1 октября 2001 года вместо Станции 107.0 FM. С 18 августа 2017 по 7 апреля 2023 года представляло собой звуковую дорожку телеканала «Известия» с перекрытием рекламы и «ночным эфиром», включающим в себя музыкальную программу, состоящую из аудиодорожки выпусков телепрограммы «Соль» и непрерывно проигрываемой ретро-музыки.

## История
Радиостанция образовалась из информационной службы «Русского радио», появившегося в московском эфире в 1995 году. С 2001 по 2005 годы носила название «Русское радио-2». Музыкальный формат состоял из блатных песен и музыки советского периода. Постепенно советские хиты стали вытеснять блатные песни, в результате чего у «Русского радио-2» появился слоган «Наша родина — СССР». В 2005 году начался ребрендинг радиостанции. Сначала в эфире звучала преимущественно рок-музыка, но в августе 2005 года радиостанция вернулась к прежнему формату, а в ноябре того же года стала называться «Русская служба новостей». Кроме информационных рубрик, также выходивших на «Русском радио», выходила рубрика для родителей «Уроки для взрослых». Музыка звучала только ночью. Информационные и авторские программы занимали весь эфир с октября 2006 по 19 декабря 2016 года.
3 июля 2016 года стала называться «Life #звук» (юридически это название закреплено не было — фактически радиостанция продолжала вещание под СМИ «Русская служба новостей»). Осенью 2016 года руководство News Media объявило о том, что к 2017 году телеканал «Life» и радиостанция «Life #звук» прекратят эфирное вещание и перейдут в интернет. С 20 декабря 2016 по 9 января 2017 года весь эфир занимали только новости.
9 января 2017 года радиостанция прекратила самостоятельное вещание и стала ретранслировать аудиодорожку телеканала «Life».
С 18 августа 2017 по 7 апреля 2023 года на частотах радиостанции звучит аудиодорожка телеканала «IZ.RU» (принадлежит МИЦ «Известия») (до ноября 2021 года — с отбивками и джинглами тогдашней «Русской Службы Новостей») с перекрытием рекламы (вместо неё транслируется одна и та же инструментальная отбивка). Периодически вместо ретрансляции «IZ.RU» включалась аудиодорожка программы «Соль» (вышедшая на РЕН ТВ) и музыка в формате нон-стоп.
В феврале 2019 года в СМИ появились сообщения о том, что НМГ планирует продать частоты радиостанции, поскольку не заинтересовано в развитии самостоятельного радиосегмента (сейчас частоты работают по принципу увеличения охвата телеканала «Известия»). Сообщалось о наличии двух потенциальных покупателей, однако, частоты им так и не были проданы.
В ноябре 2021 года радиостанция перерегистрировалась под названием «Известия». Из эфира исчезли старые джинглы РСН, вместо них теперь транслируется джингл «Радио „Известия“ — мы делаем новости». В Санкт-Петербурге, во время рекламных блоков на телеканале, вместо инструментальной музыки стали транслироваться анонсы программ, производящихся МИЦ «Известия» для «Пятого канала» и 78.
6 мая 2022 года, в Санкт-Петербурге  радиостанция прекратила вещание, и 1 июня 2022 года на частоте начало вещание Радио Вера.
7 апреля 2023 года ровно в полночь радиостанция прекратила своё существование и была заменена новой музыкальной радиостанцией Kiss FM, владельцем которой  является группа компаний КФМ. А сама радиостанция продолжает своё вещание на сайте «Известий».

## Собственники
C 2011 по 2023 год радиостанция принадлежала «Национальной Медиа Группе» (однако, до 2017 года она находилась в управлении у холдинга News Media), до этого она принадлежала «Русской медиагруппе».

## Персонал
C июня 2013 по июль 2017 года генеральный директор — Арам Габрелянов, с июля 2017 года — Михаил Фролов, попутно занимающий пост главного редактора СМИ «IZ.RU».
С 6 сентября 2008 года главным редактором РСН был Сергей Доренко, в июле 2013 года заявивший о своём решении оставить этот пост и более не работать на радиостанции при позднем руководстве.
Среди ведущих и гостей радиостанции были известные экономисты, политологи, философы. На радиостанции выступали:
- Михаил Хазин,
- Леонид Гозман,
- Алексей Козырев,
- Дмитрий Ольшанский,
- Егор Холмогоров,
- Владимир Чуров,
- Михаил Старшинов,
- Максим Кононенко,
- Александр Проханов,
- Эдуард Лимонов,
- Ефим Дикий
- и другие[17].

## Аудитория
На первую половину 2012, по данным TNS Gallup, была одной из самых популярных новостных радиостанций с аудиторией в Москве 555,6 тысячи человек, в то время как лидировавшее «Эхо Москвы» имело один миллион слушателей.